# Sgurr an Doire Leathain
Sgurr an Doire Leathain är ett berg i Storbritannien.   Det ligger i kommunen Highland och riksdelen Skottland, i den nordvästra delen av landet, 700 km nordväst om huvudstaden London. Toppen på Sgurr an Doire Leathain är 1 010 meter över havet, eller 484 meter över den omgivande terrängen. Bredden vid basen är 15,0 km.
Terrängen runt Sgurr an Doire Leathain är huvudsakligen kuperad, men åt nordväst är den bergig. Trakten runt Sgurr an Doire Leathain är nära nog obefolkad, med mindre än två invånare per kvadratkilometer. Trakten runt Sgurr an Doire Leathain består i huvudsak av gräsmarker.